# Samsung YP-U5
Samsung YP-U5 DoReMi — миниатюрный аудиоплеер, плейдрайв компании Samsung Electronics. Принадлежит к Yepp U серии. Поступил в продажу в апреле 2009 года. Позиционируется как спортивная модель. Имеет специальное приложение, считающее потраченные калории.
Плеер имеет встроенный USB штекер, с помощью которого подсоединяется к компьютеру.  Поддерживается MTP или UMS (в зависимости от региона). При подсоединении к компьютеру аккумулятор заряжается. Ёмкость встроенного Li-Pol аккумулятора 160 мА·ч. Как и предыдущие модели имеет FM-тюнер и микрофон. Плеер оснащен системой обработки звука DNSe.
Поддерживаемые форматы файлов: MP3, WMA, OGG. Также впервые в линейке появилась поддержка FLAC.
В комплект поставки входят:
- Плеер
- Гарнитура
- Клипса
- Компакт-диск с драйверами и ПО
- Инструкция по эксплуатации